# کینگزبری (تگزاس)
کینگزبری (به انگلیسی: Kingsbury) یک منطقهٔ مسکونی در ایالات متحده آمریکا است که در شهرستان گودالوپ، تگزاس واقع شده‌است. کینگزبری ۷۴٫۷ کیلومتر مربع مساحت و ۷۸۲ نفر جمعیت دارد و ۱۸۴ متر بالاتر از سطح دریا واقع شده‌است.